# گونه‌زایی دورگه
گونه‌زایی دورگه (به انگلیسی: Hybrid speciation)، شکلی از گونه‌زایی است که در آن دورگه‌زایی بین دو گونه مختلف سبب بروز گونه‌ای جدید می‌شود که از نظر باروری از گونه مادر جداشده است. پیش از این پنداشته می‌شد که جداسازی باروری بین دو گونه و والدین آنها بسیار دشوار است و بنابراین گونه‌های دورگه بسیار نادر هستند. با دستیابی به تجزیه و تحلیل DNA در دهه ۱۹۹۰، گونه‌زایی دورگه به ویژه در گیاهان تا اندازه‌ای یک پدیده رایج است. در نام‌گذاری گیاه‌شناسی، یک گونه دورگه را گونه دروغین (nothospecies) نیز می‌نامند. گونه‌های دورگه چندتباری طبیعی هستند.

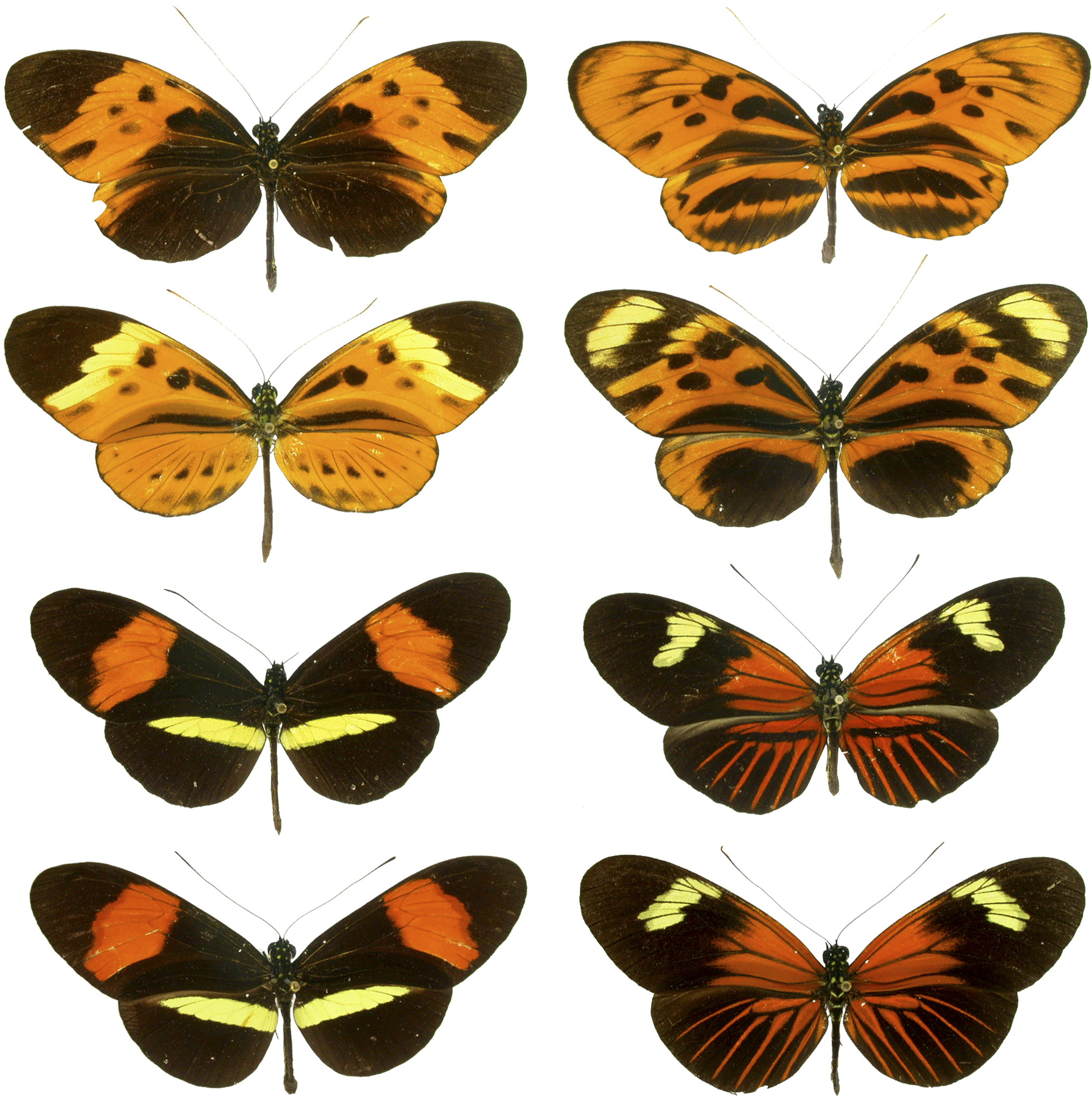
گونه‌های بسیار نزدیک Heliconius

دو گونه جفت‌گیری می‌کنند که سبب ایجاد یک دورگه مناسب می‌شود که توانایی جفت‌گیری با اعضای گونه والد خود را ندارد.